# Àngel Rodríguez Ruiz
Àngel Rodríguez Ruiz (Barcelona, 13 d'octubre de 1879 - Barcelona, 10 de maig de 1959) va ser el fundador i primer president del club de futbol Reial Club Deportiu Espanyol. També va ser futbolista del club. Era fill de Rafael Rodríguez Méndez, metge i polític andalús establert a Catalunya, que va ser rector de la Universitat de Barcelona del 1902 al 1905.
Quan cursava estudis d'enginyeria, amb 21 anys, Àngel Rodríguez Ruiz es va aficionar al futbol veient un partit entre mariners anglesos i el Català Futbol Club. Juntament amb dos amics de la Universitat, Octavi Aballí i Lluís Roca Navarra, va crear un equip primer de futbol al qual es van afegir Joaquim Carril de Monasterio i Joan Alcalá del Olmo Puig.
El club es va constituir formalment el 28 d'octubre de 1900 com a "Societat Espanyola de Foot-ball". El primer equip va debutar el 20 de gener de 1901 amb el nom de Club Espanyol de Foot-ball, que canviaria pel de "Reial Club Deportiu Espanyol" el 1910.